# متلحفات
المتلحفات (الاسم العلمي: Chlamydomonadaceae) هي فصيلة من النباتات تتبع رتبة المتلحفيات من طائفة الأشنيات الخضراء.

## التصنيف
- المتلحفة
- الكارترية